# Luigi Morleo
Luigi Morleo (* 16. November 1970 in Mesagne (BR), Italien) ist ein italienischer Schlagzeuger und Komponist moderner Musik. 

## Leben
Luigi Morleo unterrichtet seit 1994 Perkussion am Niccolo-Piccinni-Konservatorium in Bari, wo er mit seiner Familie lebt. Sein Sohn ist der Komponist und Musiker Mattia Vlad Morleo. 

## Karriere
Luigi Morleo war von 1987 bis 1991 Perkussionist beim Orchester des Teatro Petruzzelli in Bari und von 1992 bis 1994 Perkussionist und Paukist beim Orchester der Regierung der Provinz Bari. Derzeit ist er Paukist bei der Konzertgesellschaft von Bari und hat mit dieser in Europa, Japan und China gespielt. Neben seiner festen Anstellung nahm er als Solist an Festivals in Europa und den USA teil, darunter das Festival für neue Soundexperimente Audio Box bei RAI-Radio 1, das Internationale Sommertheater-Festival in Hamburg oder das Lucerne Festival in Luzern.
Mit dem RAI-Sinfonieorchester Mailand spielte er unter Leitung von Luciano Berio. Als Gastkomponist war er seit 1998 am Department of Music and Performing Arts Professions der New York University. Im April 2000 trat er zweimal mit drei seiner Studenten beim Komponistenforum der NYU auf. Im November 2001 trat er bei der Percussive Arts Society International Convention (PASIC 2001) in Nashville, Tennessee als Solist auf und spielte seine Komposition Le Rughe del Deserto. Darüber hinaus ist er Gast an den Konservatorien in Genf und Lyon und Mitglied der Associazione Percussionisti Italiani in Bozen.

## Auszeichnungen
- 1992: Valerio-Bucci-Preis für Perkussionisten der Perkussionisten der Mailänder Scala
- 2001: Dritter Platz im Komponistenwettbewerb der Percussive Arts Society, Kompositionen für große Ensembles (8–12 Musiker), mit Mucha Concert[4]
- 2002: Zweiter Platz im Premio di Composizione per Strumenti a Percussione „Il Timpano d’Oro“
- 2002: Premio di Composizione „Musica e Ironia“ der Tactus Fugit

## Diskografie
- 1993: Duo G.Selmi, mit John McCrae (Violoncello), Annamaria Maniconi (Harfe) (Pink Swan)
- 1997: Morleo-Minella-Liturri-Scagliola-Monopoli, mit dem Ensemble di Bari (C&M Classic)
- 1997: Echi del Mediterraneo, mit dem Ensemble A. Gentilucci (Rainbow)
- 2001: Crystal!, mit John McCrae (Violoncello), Annamaria Maniconi (Harfe) (Pink Swan)
- 2003: Luigi Morleo, mit dem Warhol Percussion Quartet (Papageno)[5]
- 2006: Different Activities, mit Attilio Terlizzi & Lyon Simphonietta (Editions Dhelman)
- 2011: Ngracalate OSci, mit Livio Minafra & Luigi Morleo Ensemble (Dodicilune)
- 2012: Mani Volanti, mit Luigi Morleo & Kroupalon Trio (Morleo Editore)
- 2013: Da Tripoli al Messak, mit Morley Mediterranean Quartet (Morleo Editore)
- 2017: MIGRANTI 2.0, mit Morley Mediterranean Quartet (Morleo Editore)

## Ehrungen
- Artist of the Honorary Committee Percussive Arts Society (Italien)